# Zlatna Panega, Loveci
Zlatna Panega (în bulgară Златна Панега) este un sat în comuna Iablanița, regiunea Loveci,  Bulgaria. 

## Demografie
Componența etnică a satului Zlatna Panega
     Nicio identificare (1,06%)
     Bulgari (96,91%)
     Romi (1,66%)
     Turci (0,35%)
La recensământul din 2011, populația satului Zlatna Panega era de 843 locuitori. Din punct de vedere etnic, majoritatea locuitorilor (96,91%) erau bulgari, cu o minoritate de romi (1,66%). Pentru 1,06% din locuitori nu este cunoscută apartenența etnică.